# Herminorchis
Herminorchis là một chi thực vật có hoa trong họ Lan.